# Médaille de la déportation et de l'internement pour faits de résistance
Ne doit pas être confondu avec Médaille de la déportation et de l'internement politique.
La médaille de la déportation et de l'internement pour faits de résistance est une médaille française d'honneur décernée à titre militaire.

## Historique
Instaurée le 6 août 1948, il s'agit d'une médaille française d'honneur décernée à titre militaire. Ses conditions d’attribution sont fixées par l’article 378 du code des pensions militaires d'invalidité et des victimes de la guerre.
Le gouvernement français créa cette distinction en même temps que la loi concernant les définitions précises de déporté résistant et d'interné résistant :
- déporté résistant : transfert hors du territoire national pour faits qualifiés de résistance et incarcération en prison ou camp de concentration
- interné résistant : détention en territoire national pour une période d'au moins trois mois pour faits qualifiés de résistance

Les bénéficiaires sont les déportés-résistants et les internés-résistants de la Seconde Guerre mondiale. Son attribution a été cependant étendue le 6 janvier 1955, aux déportés et aux internés de la Première Guerre mondiale. c'est ainsi qu'il est possible de rajouter une barrette sur le ruban précisant la qualité du bénéficiaire et le conflit. Cependant, cette décoration visait surtout à rendre hommage aux déportés-résistants de la Seconde Guerre mondiale.
Elle a été conçue par le sculpteur moderne René Iché, le concours était strictement réservé aux artistes résistants, Iché étant un pionnier de la Résistance, le concours fut expédié. L'idée du feu derrière les mains serait de son amie Germaine Tillion.

## Insigne
- Médaille : en bronze, de forme pentagonale, commune aux déportés-résistants et aux internés-résistants.
- Avers : deux mains liées par une chaîne devant un foyer de feu.
- Revers : l'inscription « REPUBLIQUE FRANCAISE » et en dessous « MEDAILLE DE LA DEPORTATION ET DE L'INTERNEMENT POUR FAITS DE RESISTANCE ».
- Ruban : sept bandes blanches et bleues, verticales pour les déportés et obliques pour les internés, on note également la présence d'un liseré rouge sur les bords du ruban.
- Quatre barrettes possibles : « DÉPORTÉ », « INTERNÉ », « 1914-1918 » et « 1939-1945 ».

## Source
- Les Décorations françaises  (préf. Jean-Philippe Douin), Paris, Trésor du Patrimoine, 2003, 95 p. (ISBN 2-911468-99-6, OCLC 56111972)
- Site traitant des décorations militaires et civiles françaises